# تيم هاريس (لاعب كرة قدم أمريكية أمريكي)
تيم هاريس (بالإنجليزية: Tim Harris)‏ هو لاعب كرة قدم أمريكية أمريكي، ولد في 10 سبتمبر 1964 في برمنغهام في الولايات المتحدة.